# Les Cabrils (station)
Station Les Cabrils (Frans: Gare des Cabrils) is een Frans treinstation op de lijn van Béziers-Neussargues gelegen in Les Cabrils, in de gemeente Roqueredonde, in het departement Hérault, in Occitanie.
Het station 'Les Cabrils' werd in 1874 in gebruik genomen door de Compagnie des chemins de fer du Midi et du Canal latéral à la Garonne.
Het is een SNCF-halte, bediend door TER treinen van de regio Occitanie.

## Spoorweglocatie
Les Cabrils ligt op een hoogte van 526 meter op kilometerpunt  495.311 van de spoorlijn Béziers-Neussargues, tussen het voormalige station Joncels en het station Ceilhes-Roqueredonde.
Het is een doorgaand station met één perron  langs een enkelsporige spoorlijn.

## Geschiedenis
Station Les Cabrils geopend voor treindiensten op 18 oktober 1874 door de Compagnie des chemins de fer du Midi et du Canal latéral à la Garonne toen het het gedeelte van de lijn opende vanaf het station van Bousquet-d'orb naar het station van Milau. Het werd opgericht in een plaats genaamd "des Cabrils" ( geit in patois).

Het is het minst bezochte station (van de SNCF) in Frankrijk , met slechts 14 instappen geregistreerd in 2015.

### Stationsinformatie
Het is een onbemande halte met schuilhokje. Sinds 2021 staat er een ticketautomaat voor regionale treinen. Het station is toegankelijk is voor gehandicapten.

### Bediening
Les Cabrils wordt bediend door treinen van TER Occitanie tussen Béziers en Saint-Chély d'Apcher of Millau. Het station is er voor de inwoners van de vallei die naar de grotere steden in de omgeving met de trein willen reizen. 
Reisblogger The Tim Traveler bezocht het station in februari 2021 en merkte op dat er een tweede spoor  op de locatie lijken te zijn geweest maar reeds lang opgebroken.  Omdat er maar twee treinen rijden per dag, één 's morgens en één 's avonds nam hij een trein later die ochtend koos stopte hij bij Ceilhes-Roqueredonde en liep de 8 kilometer naar les Cabrils. In het schuilhuisje was  er een dienstregeling, verdere reisinformatie en een hulppunt/noodtelefoon. Hoewel de schuilplaats in open lucht is, was men wettelijk verplicht om een masker te dragen tegen COVID-19 op het SNCF-station. Een retourticket kost één euro omdat de lijn zwaar wordt gesubsidieerd door de regionale overheid. De locatie werd genoteerd als zeer schilderachtig en zeer kalm. 
De locatie van de halte midden in de natuur is misschien interessant voor lokale wandelaars die naar de Monts d'Orb, de Causse de Gabriac en het Escandorgue-plateau gaan, maar voor de rest ligt het station op een nogal "onlogische" plek. 
Het tijdschrift Marianne vermeldde het station in een artikel van juli 2020 en noemde het "het meest verlaten station van Frankrijk". Het tijdschrift bevestigt hoe weinig het station wordt gebruikt, ook al heeft het een enigszins beperkte functie. Dankzij het station kunnen bewoners van het grotendeels landelijke gebied de trein nemen naar  grotere stedelijke centra om bijvoorbeeld te winkelen.  
Dit artikel of een eerdere versie ervan is een (gedeeltelijke) vertaling van het artikel Les Cabrils station op de Engelstalige Wikipedia, dat onder de licentie Creative Commons Naamsvermelding/Gelijk delen valt. Zie de bewerkingsgeschiedenis aldaar.